# 航空に関する年表
航空に関する年表（こうくうにかんするねんぴょう）は、航空機（飛行機）、飛行場（空港）、空運など航空に関する年表である。

## 17世紀以前
- 紀元前4ないし5世紀
  - 古代ギリシアの学者アルキタスが、蒸気で推進される鳥形飛行体「鳩」を200m飛ばしたと伝えられるが、確証は無い。
- 3世紀
  - 諸葛孔明が天灯という熱気球を飛ばしたと言われる。
- 875年
  - 後ウマイヤ朝の学者アッバース・イブン・フィルナスが原始的なハンググライダーで飛ぼうとし、負傷。
- 11世紀序盤
  - イギリスの修道士マルムズベリーのエイルマー、手足に翼を取り付けて塔から飛ぼうとし、負傷。

- 1232年

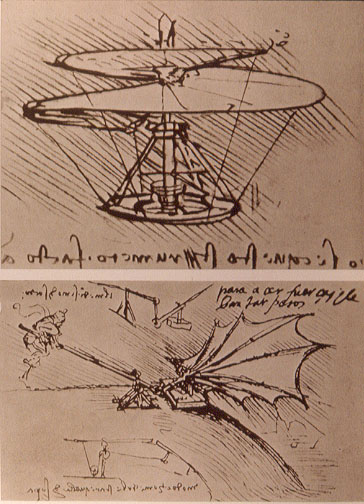
ダヴィンチによるヘリコプターや人力はばたき機のような飛行機械のデザインスケッチ

  - 中国の開封の戦いにおいで城を守っていた金軍は火箭を使用してモンゴル軍を一時撃退した。この火箭（かせん）は宋から金が学んだものであるが、火の燃焼の反作用を利用したロケットの一種とされる。
- 1490年ころ
  - レオナルド・ダ・ヴィンチがヘリコプターのような航空機のスケッチを残す。ダ・ヴィンチは他にもパラシュートやオーニソプターの研究もしている。
- 1630年ごろ
  - オスマン帝国のヘザルフェン・アフメト・チェレビ、人工の翼を用いて塔から3,000m滑空したと伝えられる。
  - その兄弟、ラガリ・ハサン・チェレビが火薬ロケットで離陸して海面に軟着水したと伝えられる。
- 1670年
  - イタリアのイエズス会士フランチェスコ・ラナ・デ・テルツィ、「真空飛行船」の可能性を提唱。軽航空機の概念を初めて示した。

## 18世紀
- 1709年
  - ポルトガル人バルトロメウ・デ・グスマン、空中船「パッサローラ」の特許を取得。同年、熱気球の模型実験に成功？
- 1763年
  - ドイツ人メルヒオール・バウアー、「空中車」を考案。
- 1781年
  - バーデン大公国の建築家カール・フリードリヒ・メールヴァインが人力オーニソプターで飛行を試みる。
- 1783年
  - 11月21日: モンゴルフィエ兄弟の熱気球に、ピラトール・ド・ロジェとフランソワ・ダルランド侯爵が搭乗して初の有人飛行に成功。
  - 12月1日: ジャック・シャルルと助手のロベールが水素気球で有人飛行に成功。
- 1785年頃
  - 1月: ジャン＝ピエール・ブランシャールが水素気球により、初のドーヴァー海峡横断飛行。
  - 浮田幸吉が滑空飛行に成功したとされる。
- 1787年？
  - 琉球の花火師、飛び安里がオーニソプターで飛んだと伝えられる。
- 1793年
  - 5月15日スペインの農夫ディエゴ・マリン・アギレラがグライダーで滑空したとされる。
- 1799年
  - ジョージ・ケイリー、固定翼の着想を得る。

## 19世紀
- 1811年・12年
  - 「ウルムの仕立て屋」アルブレヒト・ベルプリンガー、ハンググライダー（またはオーニソプター）を作るが公開飛行に失敗。
- 1842年
  - ウィリアム・ヘンソンが航空機の特許を取得。ほぼ今日の飛行機の機能を備える。
- 1848年
  - ヘンソンとジョン・ストリングフェローが蒸気機関を搭載した模型飛行機を製作、下り勾配の付いた台からの離陸に成功（ただし離陸地点以上には上昇できず）。
- 1849年 - 1853年
  - ジョージ・ケイリー卿のグライダーによる有人滑空実験。
- 1852年
  - アンリ・ジファールが、葉巻形ガス気球に3馬力の蒸気機関を搭載した軟式飛行船を開発（史上初の操縦可能な航空機）。
- 1855年
  - ジャン＝マリー・ルブリ、グライダーによる有人滑空実験。操縦装置が付いていた。
- 1866年
  - ポーランドのヤン・ヴネンク、グライダー（ないしオーニソプター）で1800mの公開飛行。
- 1871年
  - アルフォンス・ペノー、ゴム動力の模型飛行機「プラノフォア」の飛行実験に成功。
- 1874年
  - デュ・タンプル、蒸気機関（熱機関とも）エンジンの有人飛行機を下り勾配からジャンプ飛行させる。
- 1875年
  - トマス・モイ、蒸気機関を積んだ大型の模型飛行機を浮揚させることに成功。
- 1876年
  - アルフォンス・ペノー、飛行機の特許を取得。引込脚などの先進的装置をすでに備えていた。
- 1879年
  - ヴィクトル・タタン、圧縮空気エンジン付きの模型飛行機を飛ばす。
- 1882年
  - アレクサンドル・モジャイスキー、固定翼の蒸気飛行機で滑走浮揚。正式な飛行と認められず。
- 1890年代
  - オットー・リリエンタールがグライダーによる飛行試験を行う。最終的に墜死（1896年）。
- 1891年
  - 二宮忠八がゴム動力の模型飛行機を飛ばす。
- 1894年
  - ハイラム・マキシム、固定翼の大型蒸気飛行機で滑走浮揚。正式な飛行とは認められず。（もともと浮揚実験が目的であった）
- 1897年
  - スウェーデンの発明家カール・ニューベリが蒸気飛行機フルガンを製作する。飛行できず。
  - クレマン・アデール、固定翼の蒸気飛行機「アヴィオン号」（エオレIII）で滑走浮揚。正式な飛行とは認められず。
- 1899年
  - イギリスのパーシー・ピルチャー、4馬力の三葉機を作るが試験するに至らず。グライダーで墜死。

## 1900年代
- 1900年
  - 7月2日: フェルディナント・フォン・ツェッペリン伯爵が、初の硬式飛行船ツェッペリン LZ-1を初飛行させる。
  - ライト兄弟が「グライダー No.1」を初めは凧として、後にはグライダーとして飛ばす。
  - 二宮忠八、玉虫型飛行器の製作を開始（1909年頃にライト兄弟の飛行機の存在を知り、エンジン製作を前にして研究を断念）。
- 1901年
  - 王立航空クラブ（Royal Aero Club）が創設される。
  - 7月31日: ドイツ人の地理学者ベルソンとシュリンクが気球で高度10,800 mに到達する。

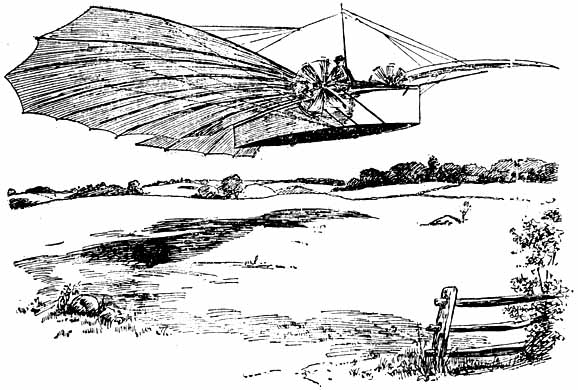
ナンバー21の飛行を目撃した新聞記者によるスケッチ

- - 8月14日: ドイツ系アメリカ人グスターヴ・ホワイトヘッドが米国コネチカット州ブリッジポートで『ナンバー21』により800mの安定した動力飛行に成功したと言われる。目撃者はいたが写真などの物的証拠はない。
  - 10月19日: ブラジル人、アルベルト・サントス・デュモンが半硬式飛行船"Nr. 6"で制限時間以内にエッフェル塔を周回し、この飛行にかけられた懸賞のドゥーチ賞と賞金100,000フランを獲得する。
  - 10月: オーストリアで、ヴィルヘルム・クレスの水上機が離水に失敗して大破。
  - アメリカで、ラングレイ教授によって、内燃機関を搭載した模型飛行機による初の飛行が行われる。
  - ライト兄弟が風洞実験により翼の設計を改善する。
  - 矢頭良一、「飛学原理」の論文を独自に著し、森鷗外に飛行機製作の構想を明らかにする。その後1907年頃まで飛行機の研究を行う。
- 1902年
  - 南極大陸での初の気球による飛行が行われる。
  - 5月15日: アメリカでライマン・ギルモアが蒸気機関を搭載した固定翼機で飛行に成功したと主張。
- 1903年
  - 3月31日: ニュージーランド人、リチャード・ピアースが動力飛行機による飛行を試みる。操縦不能であり、非公式なものだった。初の不時着となった。
  - 8月18日: ドイツにて、カール・ヤトーが4人の前で動力飛行機による飛行（もしくは浮揚）を行う。飛行距離は20mで、操縦不能なものだった。
  - 10月7日: ラングレイ教授の製作した有人機「エアロドローム」の飛行実験がニューヨークのポトマック川で行われるが失敗。12月8日に再度実施されたがやはり失敗した。ライトフライヤー号 の初飛行

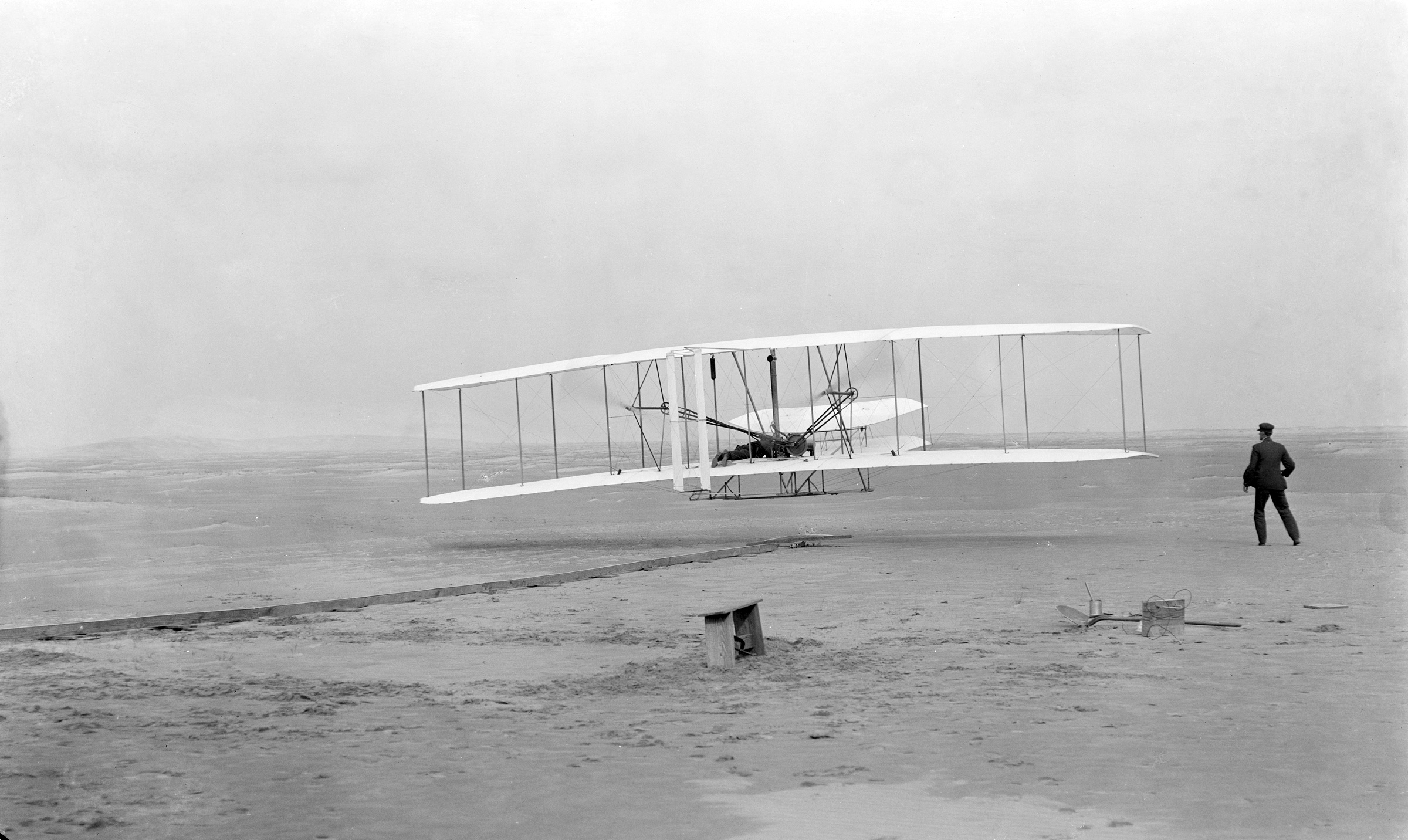
ライトフライヤー号 の初飛行

  - 12月17日: ライト兄弟による動力飛行（固定翼機による世界初の動力飛行）ライトフライヤー号。[1]
  - コンスタンチン・ツィオルコフスキーが著書『反動装置による宇宙探検』で液体燃料ロケットの概念を発表。
- 1904年
  - ライト兄弟が、ドイツとフランスに対して、飛行機の特許を請求。
  - 9月20日: ライト フライヤー2号が、飛行機による初の円形旋回飛行を行う。カタパルトによる補助と向かい風なしでの離陸も行われた。
- 1905年
  - 日本陸軍が気球隊を創設する。
  - ウィルバー・ライトが、38分間・39 kmの飛行を行う。
  - 米国カリフォルニア州サンタクララで、ダニエル・マロニーがグライダーで20分間の飛行を行う。高度1,220 mまで上昇したモンゴルフィエ気球から発進しての飛行だった。マロニーは後の飛行で墜落する。
  - 10月14日: パリで国際飛行連盟 (FAI = Federation Aeronautique Internationale) が創設される。この機関は2023年現在も活動中である。
- 1906年
  - 3月: ルーマニアのトライアン・ヴイアが動力飛行を試みる。向かい風・カタパルトによる補助・丘の上からの発進といった（離陸に有利な）条件無しに行われたが、継続的な飛行には程遠いものであった。
  - 10月: サントス・デュモンが固定翼動力機の公式飛行を行う。向かい風・カタパルトによる補助・丘の上からの発進といった（離陸に有利な）条件無しに行われた。ヨーロッパ初の固定翼機による動力飛行と認識されている。
- 1907年
  - 6月13日：モナコにて、フランス人モーリス・レジェのヘリコプターが人間1人を垂直に上昇させることに成功。
  - 9月29日: ルイ・ブレゲーらがジャイロ・プレーン（回転翼機）で、周りで人に支えられながら離陸。
  - 11月13日: ポール・コルニュがヘリコプターで浮上。
  - フランスのロベール・エスノー＝ペルトリが、操縦桿を使って飛行した初のパイロットとなる。
- 1908年
  - 5月: ウィルバー・ライトがCharles W. Furnas を乗せて最初の同乗飛行を行う。ライト モデル Bで、飛行距離は4 kmだった。
  - 6月: デンマーク人ヤコブ・エレハマーが、キールで動力飛行に成功。ドイツにおける初の動力飛行とされる。
  - アメリカ陸軍が飛行機械を購入する予定であると公表。
  - 9月: トーマス・セルフリッジ中尉が、初の動力飛行機事故による死者かつ軍用航空機による死者となる。米国ヴァージニア州フォート マイヤーでの、ウィルバー・ライトによる、2人の乗客を乗せての飛行試験でのできごと。
  - 9月9日: オーヴィル・ライトが1時間3分15秒の飛行を行う。
  - 10月5日: Echterdingenでツェペリン飛行船 LZ IVが炎上する。
  - 10月14日: アンリ・ファルマンが動力飛行機による初のクロスカントリーフライトを行う。ブイからランスへの27 kmを 20分で飛んだ。
  - 10月18日: ウィルバー・ライトがAuvoursで高度115 mまで上昇する。
  - 12月31日: ウィルバー・ライトがAuvoursで2時間20分の飛行を行う。
- 1909年
  - ジョン・A・マッカーディがシルバーダートの飛行に成功。カナダと大英帝国で初の、制御された動力飛行だった。
  - 7月25日: ルイ・ブレリオがブレリオ XIを操縦してドーバー海峡横断飛行に成功。
  - 7月 - 10月: ドイツで国際航空博覧会が開かれる。
  - 8月: フランス ランス国際飛行大会（優勝者: 航続距離－ファルマン複葉機180km、速度-カーチス複葉90km/h、高度-アントワネット機150m）
  - 11月16日: 世界初の航空輸送会社として、DELAG（ドイツ航空会社）が設立される。
  - 12月9日: フランス海軍士官ル・プリウールが上野の不忍池畔で田中館愛橘らの協力を得て製作したグライダーによる滑空飛行に成功。無動力ではあるが日本で最初の近代的航空機による飛行（12月5日には子供を乗せて飛行に成功、また9日には日本海軍の相原四郎大尉も搭乗したが池に墜落した）。

## 1910年代
- 1910年
  - 初の夜間飛行が行われる。
  - ユージン・バートン・イーリー、船のデッキから離陸
  - フレデリック・ボールドウィンとジョン・A・D・マッカーディが、カーチスの複葉機で、地上に電波を送った初のパイロットとなる。
  - 初のアメリカ人女性パイロット、ハリエット・クインビーが、女性として初めて英国海峡横断飛行に成功。
  - 1月7日: フランス人のユーベル・ラタムが高度1,000 mに到達した初のパイロットとなる。
  - 3月14日: ルイ・ポーランがオルレアンからトロワへの146 kmの無着陸飛行を行う。
  - 3月28日: アンリ・ファーブルがル・カナール号で、水上飛行機による自力離水を初めて成功させる。
  - 7月9日: フランス人のレオン・モラーヌが世界速度記録106 km/hを達成。
  - 7月16日: ジョン・ロバートソン・ダイガンがオーストラリアで最初に造られた飛行機で飛行した。
  - 8月: フランスのランスで、初の国際航空競技会が開かれる。
  - 9月23日: ペルー人のホルヘ・チャベスがブレリオの単葉機でアルプス越えに成功。スイスのブリーク(Brig)からイタリアのドモドッソラ (Domodossola) へと飛行し、高度2,200 mに達したが、着陸に失敗して死亡した。
  - 10月: ルーマニア人のアンリ・コアンダ (1886 -1972) がジェットエンジンを搭載した航空機コアンダ=1910を製作。
  - 12月14日: 日本陸軍の日野熊蔵大尉（グラーデ単葉機）による日本初の動力飛行
  - 12月19日: 日本陸軍の徳川好敏大尉（アンリ・ファルマン式複葉機）と日野熊蔵大尉（グラーデ単葉機）による日本初の公式動力飛行
  - 12月：女性パイロットのレース、Coupe Feminaが開かれた。（最初の優勝者はエレーン・デュトリュー）
  - 1910年に初飛行した機体: タウベ
- 1911年
  - ドイツ人フーゴー・ユンカースがユンカース社を設立。
  - 所沢に日本初の飛行場である陸軍所沢飛行場が完成。
  - Andre Beaumontが、パリからローマへの飛行レースでローラン・ギャロスに勝利する。
  - カルブレイス・ロジャースが、Vin Fiz号（ライト・フライヤー 'B'）を操縦して、北米大陸横断飛行に初成功する。49日かかり、途上で数回の墜落に見舞われた。
  - 4月12日: Pierre Prierが、ロンドンからパリへの４時間以内でのノンストップ飛行を行った。
  - 7月: 初の貨物輸送飛行が行われる。イギリス内のショアハムからホーヴへと、電灯を1ケース運んだ。
  - 10月: 航空機が初めて戦争に使われる。伊土戦争において、ブレリオの単葉機がトリポリからAziziaへと、トルコ軍の位置を偵察するために飛行した。
  - 10月24日: オーヴィル・ライトが、キティーホーク近くの砂丘上空で、グライダーによる9分45秒の飛行を行う。
- 1912年
  - イギリスの航空機メーカー、スーパーマリンが設立される。
  - 3月: アルバート・ベリーが、米国セントルイスで、初の飛行機からのパラシュート降下を行う。
  - 4月13日: イギリス国王ジョージ5世が、初の空軍であるロイヤルフライングコーズ (RFC = Royal Flying Corps) の設立を認める。
  - 6月2日: アメリカで、世界で最初に機関銃を飛行機に搭載、空中射撃の実験が行われる。
  - 6月19日: イギリスウィルトシャー州のUpavonで、RFCの中央飛行学校が開校する。
  - 8月: アメリカ人グレン・マーチン、マーチン社を設立。
  - 最初の全金属製の航空機が飛行する。フランスのPonche and PrimardによるTubavion単葉機。
  - 秋: 民間人の伊藤音次郎が飛行訓練を始める。練習場の千葉県稲毛海岸は民間航空発祥の地とされる。[2]
- 1913年
  - 第1回シュナイダー・トロフィー・レースが行われる。優勝はフランスのデュペルドサン機。
  - 中国が初の航空機を12機受け取る。フランスのメーカー、Rene Cuadronによる。
  - パンチョ・ビリャ率いる革命軍のメキシコ人パイロット Gustavo Salinas Camillaとフランス人のディディエ・マッソンによって、初の爆撃が行われる。
  - 4月24日: ウジェーヌ・ジルベールがフランスパリ郊外のVillacoublayからスペインのビトリア＝ガステイス間の825 kmを8時間23分で無着陸飛行する。
  - 9月1日: フランス人アドルフ・ペグーが初の背面飛行を行う。
  - 9月9日: モーリス・プレヴォがドゥペルデュサン・モノコック・レーサーで204 km/hに達し、初めて200 km/hを突破する（ゴードン・ベネット杯優勝）。
  - 12月11日: ロシアのイーゴリ・シコルスキー の大型旅客機"イリヤー・ムーロメツ"が初飛行。離陸重量4.5 tの世界初の4発機で、乗員2名、乗客10名。第一次世界大戦中は爆撃機として使用された。
  - 12月13日 - 14日: ドイツの気球乗り、Hugo Kaulenが87時間の滞空記録を達成。これは1935年まで破られなかった。
- 1914年
  - 第2回シュナイダー・トロフィー・レースが行われる。優勝は英国のソッピース タブロイド機。
  - フランスが機関銃を搭載したモラーヌ・ソルニエ Nを実戦に投入。
  - 2月8日 - 10日: Berliner、Haase、Nikolaiが気球に乗ってBitterfeldからPermまで3,053 kmを飛行。この記録は1950年まで破られなかった。
  - 6月: 第一次世界大戦が始まる。
  - 日本陸軍、青島のドイツ軍要塞を爆撃。
  - 7月10日 - 11日: ドイツ人のラインハルト・ボームが、アルバトロス複葉機で、24時間12分にわたる無給油・無着陸の単独飛行に成功。この記録は1927年まで破られなかった。
  - ドイツ帝国が第一次世界大戦開戦にあたって1,200機を持つ空軍を設立。最初の独立空軍。
- 1915年
  - ドイツがプロペラ同調装置つき機関銃を搭載したフォッカーEIを実戦に投入。
  - フランスのアドルフ・ペグーが戦死。
  - 5月31日: ツェッペリン飛行船によるロンドン空襲。
  - 7月25日: RFCのLanoe Hawker大尉が、フランス上空での空中戦により、初めてヴィクトリア十字勲章を授けられる。
  - 8月12日: 初の空中発射魚雷攻撃が行われる。ダーダネルス海峡で、のチャールズ・エドモンズ中佐が水上機母艦ベン・マイ・クリーから飛び立ったショート 184 水上機で14 inch (356 mm) の魚雷を投下、トルコの船に命中した。
  - 秋:沖野が原に日本最初の民間飛行場完成（現・東近江市南部地区） [2]
- 1916年
  - アメリカ人ウィリアム・ボーイング がPacific Aero Productsを設立、1917年にBoeing Airplane Companyに改名。
  - 9月2日 - 9月3日: 第39飛行隊のW・レッフェ・ロビンソン中尉が、ドイツの飛行船を初めて撃墜。
  - 滋野清武、コウノトリ部隊に加わる。
  - 11月23日 英軍ラノー・ホーカー (Lanoe Hawker) 少佐が乗機エアコー DH.2（デハビラント-2）で45分に及ぶ激闘の末にマンフレート・フォン・リヒトホーフェン（レッドバロン）にバポーム=アルベール上空で敗北し戦死。
- 1917年
  - 1月4日: 東京府荏原郡羽田町に玉井清太郎と相羽有によって日本飛行学校が設立、以後羽田の地が航空適地として注目される。
  - 中島知久平が「飛行機研究所」（のちの中島飛行機株式会社）を設立。
  - アーサー・パピー・チョークがレッド・アロー・フライング・サービス（のちのチョークス・オーシャン・エアウェイズ）を設立。
  - マンフレート・フォン・リヒトホーフェン（レッドバロン）の乗機として有名なフォッカー Dr.Iが初飛行。
  - 11月21日 - 24日: ツェッペリン飛行船 L 59が、6,757 kmを96時間で飛んでアフリカを横断する。平均時速は約70 km/h。
  - 1917年に初飛行した機体: カプロニ Ca4、
- 1918年
  - 4月21日: リヒトホーフェンが80機撃墜の翌日、フランスソンム川コルビエ近くで、英軍機を低空で追撃中にオーストラリア第53砲兵中隊の軽機銃に撃墜されて戦死[3]。英軍は自軍航空部隊の士気向上の為、カナダ人のアーサー・"ロイ"・ブラウン大尉が操縦するソッピース キャメルに撃墜されて戦死と発表する。
  - 7月10日-8月25日: 東京・上野公園で「空中文明博覧会」開催される[4]。
  - 11月: 第一次世界大戦休戦。
- 1919年

  - ルイ・ブレゲーが Compagnie Des Messageries Avienneを設立（後のエールフランス）
  - 2月18日: アンリ・ファルマン、パリ - ロンドン間の定期商業飛行を開始。F.60 Goliathに11人の乗客を乗せての飛行だった。
  - 4月: 旅客輸送専用に作られた初の旅客機、British Aerial Transport Company F.K.26 'Commercial'が初飛行。
  - 5月8日 - 27日: アメリカ海軍のカーチスNC-4飛行艇、着水しながらの大西洋横断飛行に成功。ニューヨークのロングアイランドからポルトガルのリスボンへの飛行だった。
  - 6月2日 - 6日,7月9日 - 13日: G・H・スコット少佐ら30名が、飛行船R-34による初の大西洋横断・往復飛行に成功。
  - 6月14日 - 15日: ジョン・オルコットとアーサー・ブラウンが、ビッカース ビミーでカナダのニューファンドランド島からアイルランドまで16時間での無着陸横断に初めて成功する。
  - 10月7日: オランダの航空会社、KLMが運航を開始。
  - コロンビアのアビアンカ航空が運航を開始。
  - 10月13日：パリ国際航空条約締結。
  - 11月12日-12月10日: キースとロス・スミスが、ビッカース ビミー (G-EAOU) で英国→オーストラリアへの飛行に初めて成功。

## 1920年代
- 1920年
  - イギリスの航空機メーカー、デ・ハビランド社が設立される。
  - オーストラリアの航空会社、カンタス航空が運航を開始。
  - 第3回シュナイダー・トロフィー・レースが行われる。優勝はイタリアのサボイア S.12。
  - 9月: イギリスのソッピース社清算、ホーカー社が設立される。
  - 1月 - 5月:アルトゥーロ・フェラーリンら、2機のSVA機でローマ・東京間の飛行。
- 1921年
  - ベシー・コールマンがフランスのフライトスクールへ通い、初の女性アフリカ系アメリカ人パイロットとなる。
  - 7月: アメリカの航空機メーカー、ダグラス・エアクラフト社が設立される。
  - 7月：アメリカでウィリアム・ミッチェル准将の提案で航空機による、軍艦に対する爆撃実験が行われ、7機のマーチンMB－2機の900キロ爆弾による対艦爆撃で停泊中の実験艦（帝国ドイツ軍戦艦オストフリースラント）を攻撃後21分で沈没させた。
- 1922年
  - ドイツの航空機メーカー、ハインケル設立。
  - 世界初の航空母艦として建造された鳳翔完成。
  - 初の夜間商業飛行がロンドン - パリ間で始まる。
  - ポルトガル海軍のガーゴ・コーチニョとサカドゥラ・カブラルが水上機で80日間をかけてリスボンからリオデジェネイロまでの南大西洋横断飛行を行う。
- 1923年
  - シコルスキー・エアクラフト社設立。
  - ロシアの航空会社、アエロフロートがドブロフロートとして設立される。
  - アメリカ陸軍のオークリー・G・ケリー中尉とジョン・A・マクレディー中尉がニューヨーク→ロサンゼルスの無着陸飛行に初めて成功。
  - ベルギーの航空会社、サベナが運航を開始。
  - 1月9日: スペイン人のフアン・デ・ラ・シエルバ、試作機4号機によりオートジャイロの初飛行。
  - 2月: ウイリアム・ジョルダン大尉、空母鳳翔への着艦に成功。
  - 3月16日: 吉良俊一大尉、日本人として初めて航空母艦への着艦に成功。
  - 4月6日-9月28日: アメリカ陸軍、ダグラス DWCで世界1周飛行を行う。記録175日。
- 1924年
  - インペリアル航空（現在のブリティッシュ・エアウェイズ）が運航を開始。
  - 後にデルタ航空となるHuff Daland Dustersが運航を開始。
  - アメリカ海軍が4機のダグラス DWCワールド・クルーザー機で世界一周飛行を実施、内2機が175日（実質飛行は15日と11時間7分）かけて世界一周飛行（飛行距離44341キロ）に成功する。
  - 10月12日 - 15日: フーゴー・エッケナーの指揮でツェペリン飛行船"LZ 126"（ZR-3 "ロサンゼルス"）がアメリカへ輸送される。
- 1925年
  - クライド・セスナ、ウオルター・ビーチ、ロイド・ステアマンらがトラベルエア社を設立。
  - 第5回シュナイダー・トロフィー・レースが行われる。優勝はアメリカで、パイロットはジミー・ドーリットル。
  - ドイツで、飛行中の旅客機の中で初めて（無声）映画が上演される。
  - 7月25日 - 10月27日朝日新聞社の「初風」号「東風」号東京→モスクワを経て訪欧飛行（最終はローマ: 行程1,7403km）パイロットは安辺浩、河内一彦、機関士は篠原春一郎、片桐庄平。機体はプレゲー機。
- 1926年
  - 10月1日: アメリカの航空会社、ノースウエスト航空が創立される。
  - アメリカの航空会社、ユナイテッド航空が設立される。
  - ドイツで、2つの大手航空会社が合併してルフトハンザが誕生する。
  - 5月: リチャード・バードの操縦するフォッカーFVIIb/3Mによって飛行機としては初の北極飛行が行われる。
  - 5月11日 - 14日: ロアール・アムンセンが、飛行船ノルゲ号で北極上空を飛行する（スピッツベルゲン→北極→アラスカ）。
- 1927年
  - アメリカの航空機メーカー、セスナが設立される。
  - 5月20日 - 21日: チャールズ・リンドバーグが単葉機スピリットオブセントルイス号でニューヨークからパリへと、単独・無着陸での大西洋横断飛行に成功。飛行時間は約33.5時間だった。
  - 6月29日: カナダ人の発明家、Wallace Turnbullによる可変ピッチプロペラ搭載機が、初の飛行試験を行う。
  - 1927年に初飛行した機体: フォッケウルフ F19エンテ、
- 1928年
  - キュンター・フォン・ヒューネフェルトが、アイルランドからカナダへと、リンドバーグと逆の大西洋横断に成功。
  - 東京瓦斯電気工業（後の日立航空機）の純国産の航空用エンジン「神風」が耐空審査に合格。
  - アメリア・イアハートが、女性乗客として初の大西洋横断を行う。
  - 2月7日 - 22日: H・J・L・ヒンクラー空軍少佐がアブロ アヴィアンを操縦して、英国からオーストラリアへの単独飛行に初成功。
  - 5月: チャールズ・キングスフォード・スミスらが、フォッカー・トライモーター（南十字星号）で初の太平洋横断飛行に成功（サンフランシスコ→ブリズベン）。
  - 6月11日: アレクサンダー・リピッシュにより設計されたグライダー、エンテが史上初のロケット推進航空機として飛行する
  - 10月30日: 日本航空輸送創立
- 1929年
  - アメリカの航空機メーカー、グラマンが設立される。
  - 中島飛行機の航空エンジン「寿」が耐空審査に合格する。
  - ポーランドの航空会社、LOTが運航を開始。
  - Cubana de Aviacionが運航を開始。
  - パンアメリカン航空（パンナム）が運航を開始。
  - 8月8日 - 29日: 飛行船 LZ 127 グラーフツェペリンが、平均速度114 km/hで34,200 kmを飛行し世界一周飛行を達成。航路は（フリードリヒスハーフェン→）ニュージャージー州 レイクハースト→フリードリヒスハーフェン→東京→ロサンゼルス→レイクハースト（→フリードリヒスハーフェン）。本拠地はフリードリヒスハーフェンであるが、メインスポンサーである出版業者のW・C・ハーストの要請により、自由の女神像を出発・終着点とした。
  - フリッツ・フォン・オペルがロケット動力の航空機RAK-1で飛行する。
  - 1929年に初飛行した機体: ツポレフ ANT-9。

## 1930年代
- 1930年
  - フランク・ホイットルがジェットエンジンの特許を取得。
  - ベンディクスレース始まる。
  - 3月: ドイツの飛行船、LZ 127「グラーフ・ツェッペリン」が南大西洋の横断に初成功。
  - 4月1日: ドイツの航空機メーカー、フィーゼラーが設立される。
  - 5月: ジャン・メルモーズら、ラテコエール28水上機でセネガルのサンルイからブラジルのナタールまで南大西洋横断飛行。
  - イタロ・バルボ、イタリア空軍の12機のサボイア・マルケッティ飛行艇をひきいてイタリアからリオデジャネイロまで飛行。
  - 1930年に初飛行した機体: ユンカース Ju 52。
  - アメリカ合衆国アルミニウム業のオーステナル（英語版）が、航空機エンジンの生産を開始。

- 1931年
  - デュドネ・コストらが、パリからニューヨークへと大西洋を横断（リンドバーグと逆方向）。
  - イギリスがシュナイダートロフィーレースに完勝する。ジョン・ブースマン大尉が、スーパーマリン S6Bで547.297 km/hを記録。ゴール地点はカルショット・スピット（en:Calshot Spit）。
  - 5月27日: スイス人のオーギュスト・ピカール教授と助手のキプファーが、成層圏用気球で高度15,781 mに到達。アウクスブルクから離陸し、オーストリアの氷河に着陸した。
  - 6月23日 - 7月1日: ウィリー・ポストとハロルド・ガティーが、ロッキードのウィニー・モー で世界一周速度記録を達成。8日と15時間51分で約24,900 kmを飛んだ。
  - 8月25日: 東京府荏原郡羽田町に逓信省航空局管轄の民間飛行場として東京飛行場（羽田飛行場）開港。
  - 8月31日: 青年日本号が最終目的地ローマに到着。日本初の学生訪欧飛行を完遂。
  - 10月4日: ハーンドン、クライド・パングボーン、ベランカ機で青森県淋代海岸から米国ウェナッチまでの太平洋横断飛行に成功。
- 1932年
  - 5月20日: アメリア・イアハートがロッキード ベガを操縦して、女性として初の単独大西洋横断飛行に成功。ニューファンドランドのハーバーグレイスから北アイルランドのロンドンデリーへの飛行だった。
  - ヴォルフガング・フォン・グロナウ、ドルニエ ワール飛行艇で111日をかけて世界一周飛行を行う。
  - 1932年に初飛行した機体: ビーチクラフト スタッガーウィング
- 1933年
  - 7月14日 - 22日: ウィリー・ポストがロッキード ヴェガで初の単独世界一周飛行を達成。ニューヨークのフロイドベネットフィールドを発着点とし、ベルリン、モスクワ、イルクーツク、アラスカを経由した。総飛行距離は約25,100 km。
  - 8月7日: 朝鮮半島出身の女性飛行士朴敬元がサルムソン2A2「青燕」で羽田から満州へ（大阪、太刀洗、ソウル経由）の単独飛行に飛び立つが行方不明。翌日静岡県の山中に墜落、死亡が確認される。
  - 1933年に初飛行した機体: スーパーマリン ウォーラス、ボーイング247、カリーニン K-7
- 1934年
  - マックロバートソン・エアレース（豪ビクトリア州創立100周年記念レース）でデ・ハビランド DH.88 コメットが優勝した。
  - American Airways Companyが アメリカン航空に改組。
  - コンチネンタル航空がヴァーニースピードラインズとして運航を開始。
  - 1月: ソ連の飛行士、Fedossenko、Wassenko、Usyskinが成層圏用の気球、Ossoaviachim Iで高度22,000 mに到達。
  - 1934年に初飛行した機体: ダグラス DC-2、グロスター グラディエーター、シコルスキー S-42、ビュッカー Bü 131
- 1935年
  - メッサーシュミットがBf 109の生産を開始。
  - ドイツの急降下爆撃機、ユンカース Ju 87が初飛行。
  - 1月11日: アメリア・イアハートが、ハワイ州ホノルルからカリフォルニア州オークランドまでの、初の太平洋横断単独飛行に成功。
  - 2月4日: 九六式艦上戦闘機が初飛行。
  - 6月: ボーイング B-17試作機が初飛行。
  - 11月6日: イギリスのブルックランズで、ホーカー ハリケーンのプロトタイプ (K5083) が初飛行。*1936年
  - 実用的なヘリコプター、フォッケウルフ Fw 61が初飛行。
  - この頃フランスの航空機メーカーは6つの国営企業に統合される。
  - 3月5日: スピットファイアが初飛行。設計はレジナルド・J・ミッチェル。
  - 4月: アイルランドの国営航空会社、エアリンガスが設立される。
  - 6月15日: ヴィッカース ウェリントンのプロトタイプが初飛行。設計はバーンズ・ウォーリス。
  - 9月12日: 日本初の国産旅客機、中島AT-2が初飛行。
  - 1936年に初飛行した機体: フィーゼラー Fi 156、ウェストランド ライサンダー、九七式司令部偵察機、九七式戦闘機。
- 1937年
  - スウェーデンの航空機メーカー、SAABが設立される。
  - 4月9日: 朝日新聞社の神風号（九七式司令部偵察機）による亜欧連絡飛行の成功。
  - 5月6日: ニュージャージー州レイクハースト海軍航空基地に到着した飛行船、ツェッペリン LZ 129 ヒンデンブルクが炎上。飛行船による大陸間移動が幕を閉じた。
  - 1937年に初飛行した機体: ブルースター F2A（バッファロー）、I-207、九七式重爆撃機。
- 1938年
  - 2機のヴィッカース ウェルズレイが、エジプトからオーストラリアのダーウィンまでの無着陸飛行に成功。
  - 4月12日: イギリス、ラグビーのBritish Thomson-Houston工場にて、フランク・ホイットルが、航空用としては初のジェットエンジンの地上試験を行う。
  - 5月: 東京帝国大学開発、日本陸軍協力による実験機「航研機」が周回航続距離世界記録を樹立。国際航空連盟認定として日本の航空史では唯一となる公式記録。
  - 7月3日: 女性飛行家アメリア・イアハートと航法士のフレッド・ヌーナンが、ニューギニア島のラエからハウランド島への飛行途上で行方不明になる。
  - 7月14日: ハワード・ヒューズら、ロッキード14スーパーエレクトラで世界1周飛行。記録3日19時間17分。
  - 12月: 一式戦闘機「隼」が初飛行。
  - 1938年に初飛行した機体: ブローム・ウント・フォス BV 141。
- 1939年
  - 第二次世界大戦が始まる。
  - 初のターボジェット機ハインケル He 178が初飛行。液体燃料ロケット推進のHe 176も初飛行。
  - 4月: 零式艦上戦闘機が初飛行。
  - 7月6日: オルガ・クレピコヴァが、モスクワからオトラドノエ (Otradnoje) まで、グライダーによる746 kmの世界記録飛行に成功。
  - 8月26日-10月20日: ニッポン号（九六式陸上攻撃機の改造機）世界1周飛行。
  - 11月: 世界初の本格的な戦略偵察機である、一〇〇式司令部偵察機が初飛行。
  - 1939年に初飛行した機体: ロッキード P-38、フォッケウルフ Fw190。

## 1940年代
- 1940年
  - 10月8日: イギリスで、アメリカ人の有志によるイーグルスコードロンができる。
  - 11月25日: デ・ハビランド モスキートのプロトタイプが初飛行。
  - 1940年に初飛行した機体: ノースアメリカン P-51（原型機NA-73）、二式単座戦闘機「鍾馗」、一〇〇式輸送機（三菱MC-20）。
- 1941年
  - ジャクリーン・コクランが大西洋を爆撃機で横断した初の女性となる。
  - 1月9日: アブロ ランカスター 爆撃機が初のテストフライトを行う。
  - 2月25日: メッサーシュミットの輸送グライダー、Me 321 ギガント（全幅55 m、重量35 t）が初飛行。
  - 3月30日: ハインケル He 280が初飛行。
  - 5月15日: グロスター・ホイットルのジェット機、E28 パイオニアがクローンウェルから初飛行を行う。
  - 12月8日: 日本海軍の艦載機がハワイ真珠湾の旧式米戦艦を撃沈する。太平洋戦争が始まる。
  - 12月10日:英戦艦プリンス・オブ・ウェールズが日本海軍の九六式陸攻、一式陸攻の雷撃及び爆撃により、僚艦レパルスと共にマレー沖で撃沈された。純然たる航空攻撃で行動中の戦艦が撃沈された最初の例。
  - 1941年に初飛行した機体:フレットナー Fl 282 、メッサーシュミット Me 163、三式戦闘機「飛燕」、二式飛行艇。
- 1942年
  - 5月8日オーストラリア近海の珊瑚海で日本海軍と米海軍の空母部隊が海空戦を行なった。歴史上、航空母艦が互いの飛行機でのみ初めて戦った。珊瑚海海戦。
  - 7月: ドイツのジェット戦闘機、メッサーシュミット Me 262がフリッツヴェンデルで初飛行。
  - 9月: ボーイング B-29が初飛行
  - 10月1日: アメリカのジェット戦闘機、ベル XP-59A が初飛行
  - 10月3日: A4ロケット（後のV2ロケット）が、ペーネミュンデで初飛行を行う。296秒で約マッハ5に達し、高度84.5 km、距離190 kmを飛行した。
  - 1942年に初飛行した機体: FFVS J22、紫電。
- 1943年
  - 3月5日: イギリスのジェット戦闘機 グロスター ミーティアが初飛行。
  - 4月: 四式戦闘機「疾風」が初飛行。
  - 6月: 世界初のジェット爆撃機、ドイツのアラド Ar 234ブリッツ が初飛行。
  - 9月22日 - 24日: エルンスト・ヤクマンが、上昇気流に乗って、単座グライダーで55時間51分の飛行を行う。
- 1944年
  - サウジアラビア航空が運航を開始。
  - 6月12日: イギリスが、ドイツのV1飛行爆弾による初の攻撃を受ける。
  - 6月14日 - 15日にかけての夜間: 第605飛行隊のJ. G. マスグレーヴ大尉が夜間戦闘機型のデ・ハビランド モスキートを操縦して、V1を撃墜した初のパイロットとなる。
  - 7月27日: グロスター ミーティアがRAF初のジェット戦闘機として運用を開始。対V1作戦を行う。
  - 12月6日: ハインケルのジェット戦闘機He 162が初飛行。
  - 12月7日：シカゴ条約締結。
- 1945年
  - 円盤翼STOL機 ボート F5U フライングパンケーキ原型機の完成。
  - 7月28日: B-25がエンパイアステートビルに激突する。
  - 8月6日: B-29 "エノラ・ゲイ"が、ウラン型核爆弾 "リトルボーイ"を広島市へ投下。
  - 8月7日: 日本初のジェット機、橘花が初飛行。
  - 8月9日: B-29 "ボックスカー"が、プルトニウム型核爆弾 "ファットマン"を長崎市へ投下。
  - 8月15日: 第二次世界大戦終戦。
  - 9月12日: 連合国軍（実態は関東地域の占領を担当したアメリカ軍）によって、東京飛行場の引き渡しが命じられる、
  - 9月13日: 東京飛行場が接収され、Haneda Army Airbase（ハネダ・アーミー・エアベース）と改称される。
  - 9月20日: 実験用に改造されたグロスター ミーティアが、ロールズロイス トレント エンジンを装備して、イギリス初のターボプロップ航空機として飛行。
  - 12月3日: デ・ハビランド シーヴァンパイアが、空母での離着陸を行った初のジェット機となる。空母はHMSオーシャン。
- 1946年
  - アメリカ陸軍のシコルスキー R-5が、コネチカット州ストラットフォードで、非公式ヘリコプター高度記録 6,400 m (21,000 ft) を達成。
- 1947年
  - 8月26日: ダグラス D-558-1が1,067 km/hを記録。
  - 10月14日: チャック・イェーガーがロケット動力飛行機のベル X-1で音速突破飛行
  - ミコヤン・グレヴィッチ MiG-15 (I-310) が初飛行。
  - 史上最大の飛行艇、ヒューズ H-4 (Hercules) が初飛行。
  - 1947年に初飛行した機体: エアスピード アンバサダー
- 1948年
  - ノースアメリカン XP-86（F-86の原型）が降下中に音速突破。
  - 7月14日: 6機のデ・ハビランド ヴァンパイア F3が、ジェット機として初めて大西洋を横断。
  - 9月9日: デ・ハビランド DH.108 スワローが降下中に音速突破。
  - 1949年に初飛行した機体: サーブ 29 トゥンナン
- 1949年
  - アメリカ空軍 第43爆撃飛行隊のB-50が、アリゾナ州タクソンのデイヴィスモンサン空軍基地から飛び立ち、初の無着陸世界一周飛行を行う。
  - 1949年に初飛行した機体: ブリストル ブラバゾン、ラボーチキン La200。

## 1950年代
- 1950年
  - 6月25日: 朝鮮戦争が始まる。
  - 1950年に初飛行した機体: ブラックバーン ビバリー、
- 1951年
  - 可変後退翼実験機、ベル X-5が初飛行。
  - アロー航空が運航開始。
  - 7月20日: ホーカー ハンターのプロトタイプが初飛行。
  - 8月1日: 日本航空株式会社設立。
  - 1951年に初飛行した機体: スーパーマリン シミター、グロスター ジャベリン
- 1952年
  - 日本ヘリコプター輸送設立。
  - エレクトリックボートがジェネラルダイナミクスへと社名を変更
  - ジェット爆撃機イングリッシュ・エレクトリック キャンベラが、初のイギリスからオーストラリアへの無給油無着陸飛行を24時間以下で行う。
  - 1月22日: 世界初のジェット旅客機、デ・ハビランド コメットがBOACに就航。
  - 1952年に初飛行した機体: ボーイング B-52、フーガ・マジステール、サンダースロー プリンセス
  - 7月1日: Haneda Army Airbaseの滑走路・誘導路・各種航空灯火等の諸施設がアメリカ軍から日本国政府に移管され、同日に「東京国際空港」に改名。
  - 7月4日: 日東航空株式会社設立。
  - 9月13日: 富士航空株式会社設立。
- 1953年
  - 水上ジェット戦闘機の試験機、コンベア YF2Y シーダート公式初飛行。
  - ジャクリーン・コクランが音速を突破した初の女性パイロットとなる。
  - 6月1日:アメリカ空軍のアクロバット・チームサンダーバーズ発足
  - 6月30日: 北日本航空株式会社設立。
  - 7月27日: 朝鮮戦争休戦。
  - 10月: ノースアメリカン YF-100が 1,215 km/hの速度記録樹立。
  - 10月24日: コンベア YF-102が初飛行。
  - 11月30日: 東亜航空株式会社設立。
- 1954年
  - 4月1日: イギリス空軍によるスピットファイアの最後の任務飛行が行われる。マラヤでの写真偵察任務だった。
  - 8月: 垂直離着陸可能な試作戦闘機、コンベア XFY ポゴが初の自由飛行を行う。
- 1955年
  - 10月22日: F-105 サンダーチーフが初飛行。
  - 1955年に初飛行した機体: フォッカー F27
- 1956年
  - コンベア F-106が初飛行。
  - アイヴェン C. キンチェロー大尉の操縦するベル X-2 実験機が高度38,466 m (126,200 ft) に達する。
- 1957年
  - MiG-21が初飛行。
  - 3機のボーイング B-52 ストラトフォートレスが、ターボジェット機による初の無着陸世界一周飛行に成功。平均速度859 km/hで45時間19分かかった。
  - 3月20日: デ・ハビランド シービクセンが初飛行。
  - 10月4日:ソ連、スプートニク1号打ち上げ。
- 1958年
  - 日本ヘリコプター輸送、極東航空と合併し、全日本空輸となる。
  - ガルフストリーム設立。
  - 1月: 富士重工（旧、中島飛行機）、国産初のジェット練習機T-1初飛行。
  - 2月: DARPAが誕生する。
  - 5月18日: ロッキードのF-104Aが2,260 km/hの速度記録樹立。
  - 9月: インターフルク（Interflug: 東ドイツ国営航空）が創立される。
  - 航空自衛隊のアクロバットチームブルーインパルス（初代）発足
  - 1958年に初飛行した機体: アブロ・カナダ CF-105アロー、ブラックバーン バッカニア。
- 1959年
  - アメリカ空軍のコンベアB-36爆撃機が退役する。

## 1960年代
- 1960年
  - イギリスが開発した世界初の実用垂直離着陸機、ホーカー・シドレー ハリアーが初飛行。
  - ベトナム戦争が始まる。
  - アメリカ空軍のロバート・ホワイト少佐が操縦する、ノースアメリカン X-15 極超音速ロケット実験機が高度41,600 m (136,500 ft) に到達。
  - アメリカ空軍のジョセフ・キッティンガー大尉（後に大佐）が、パラシュート降下の高度と、降下時間の世界記録を達成。プロジェクト・エクセルシオにおいて、高々度パラシュート脱出システムの試験中のことだった。
- 1961年
  - 11月22日: マクダネル・ダグラス F-4 ファントムIIが世界速度記録 2,585 km/h を樹立。
  - 4月12日: ボストーク1号打上げ。ユーリ・ガガーリンが初の有人宇宙飛行を行う。108分間の飛行中に地球を1周した。
- 1962年
  - 8月30日: 日本航空機製造 YS-11が初飛行。
  - ジョセフ・ウォーカーが操縦するX-15が高度100 kmに到達（一般的に高度100 km以上は宇宙とされる）。
- 1963年
  - 9月14日: 三菱重工 MU-2が初飛行。
  - ジョセフ・ウォーカーがX-15Aの高度記録を106,010 m (347,800 ft) へと更新。
- 1964年
  - 攻撃ヘリコプター Mi-24がテストフライトを行う。
  - 3月7日: ハリアーの原型、ケストレルが初飛行。
  - 4月15日: 日東航空、富士航空、北日本航空が合併、日本国内航空となる。
  - 11月4日: BOACが運航するホーカーシドレー トライデントが、濃霧の中で、旅客機として初めて無視界自動着陸を行う。
  - 12月11日: ロッキード SR-71ブラックバードが初飛行。
- 1965年
  - 北爆開始でベトナム戦争が本格化
  - YS-11が運航を開始。
  - シコルスキー SH-3A シーキングが、ヘリコプターによる初の無着陸北米横断飛行を行う。飛行距離は3,405 km。
- 1966年
  - 2月4日: 全日空727、東京湾に墜落（133人死亡）
  - 3月4日: カナダ太平洋航空DC-8、羽田空港防潮堤に激突（64人死亡）
  - 3月5日: イギリス海外航空707、富士山上空で空中分解し墜落（124人死亡）
  - 11月13日: 全日空のYS-11、松山空港沖に墜落（50人死亡）
  - プエルトリコ国際航空 (Prinair) が運航を開始。
- 1967年
  - X-15が7,295 km/h (Mach 6.1) の速度記録を達成。
  - 1967年に初飛行した機体: BAE ニムロッド
  - 1月27日: アポロ1号が地上試験中に火災を起こし、乗員3人全員が死亡。
  - 4月24日: ソユーズ1号が大気圏突入後に墜落、乗員が死亡。
- 1968年
  - 12月24日: アポロ8号が月周回飛行に成功。
  - 12月31日: ソ連のジュコフスキーで、超音速旅客機ツポレフ Tu-144が初飛行。
- 1969年
  - ブラジルの航空機メーカー、EMBRAER（エムブラエル）が設立される。
  - 2月9日: ボーイング747が初飛行。当時最大の旅客機。半世紀以上に渡って生産が続けられたボーイングのロングセラー機。
  - 3月2日: イギリスのブリストルで、コンコルドが初のテストフライトを行う。
  - 7月17日: サッカー戦争 エルサルバドル空軍、ホンジュラス空軍間にて世界史上最後のレシプロ戦闘機による空戦が行われる。
  - 7月: イギリス空軍の第1飛行隊が、世界初のVTOL機装備飛行隊となる。
  - 7月20日: アポロ11号が月に着陸する。
  - 1969年に初飛行した機体: FMA IA 58 プカラ。

## 1970年代
- 1970年
  - 2機のシコルスキー HH-53C ヘリコプターが、空中給油を利用して14,484 kmに及ぶ無着陸太平洋横断飛行を達成。
  - 3月31日: よど号ハイジャック事件が起きる。
  - 9月11日: ブリテン・ノーマン トライランダーが初飛行。
- 1971年
  - 5月15日: 日本国内航空、東亜航空が合併、東亜国内航空となる。
  - 6月18日: サウスウエスト航空が運航を開始。
  - 6月29日: ソユーズ11号、大気圏突入直前に空気漏れを起こし、乗員3人全員が死亡。
  - 7月3日: 東亜国内航空YS-11「ばんだい号」函館市北方横津岳山腹に墜落（68人死亡）
  - 7月20日: 三菱重工、日本初の超音速ジェット練習機XT-2初飛行。
  - 7月30日: 岩手県雫石町上空で全日空機と自衛隊機空中衝突（全日空機側162人死亡）
- 1972年
  - マクダネル・ダグラス F-15 イーグルが初飛行。
  - フェアチャイルドリパブリック A-10 サンダーボルトII が初飛行。
  - セスナが世界で初めて総生産機数10万機を達成。
- 1973年
  - Icelandairが設立される。
  - 1973年に初飛行した機体: PZL M-15 ベルフィゴール
- 1974年
  - ジェネラルダイナミクス F-16 ファイティングファルコンが初飛行。
  - ロックウェル B-1B ランサーが初飛行。
  - SR-71が2時間以下での大西洋横断に成功。
  - ブリティッシュ エアウェイズが誕生する。
  - 8月14日: トーネードIDSが初飛行。
- 1975年
  - ベトナム戦争終結。
  - 特別に改造されたF-15 ストリーグ・イーグルが、静止状態から高度30,000 m (98,425 ft) までの上昇時間 3分27秒という世界記録を樹立。
  - 2月22日: Su-25の原型機 T-9 が初飛行。
- 1976年
  - BAeとシュドによる超音速旅客機 コンコルドが、エールフランスとブリティッシュ エアウェイズの定期路線に同時に就航。
  - SR-71が速度記録 3,529 km/hを達成。
- 1977年
  - 3月27日: テネリフェ島のテネリフェ空港で、ボーイング747同士が滑走路上で正面衝突、583人が死亡（テネリフェ空港ジャンボ機衝突事故）。
  - 5月20日: Su-27の原型機 T-10 が初飛行。
  - 8月23日: ポール・マクレディ設計の人力飛行機、「ゴッサマー・コンドル」が、180度の方向転換を含む2.1kmの飛行に成功しクレーマー賞を獲得。
  - 9月28日: ダッカ日航機ハイジャック事件が起きる。
  - 10月6日: MiG-29の原型機 プロダクト9 が初飛行。
- 1978年
  - 3月10日: ミラージュ2000が初飛行。
  - 5月20日: 新東京国際空港（現、成田国際空港）が開港
  - マクダネル・ダグラスが、5,000機目の F-4 ファントムII 戦闘機を納入。原型初飛行からは20年が経っていた。
  - 11月18日: F/A-18が初飛行。
- 1979年
  - 6月12日: ポール・マクレディ設計の人力飛行機、「ゴッサマー・アルバトロス」がドーバー海峡横断に成功。
  - 攻撃機 A-4 スカイホークの26年にわたる生産が終了。最終となる2,690機目はアメリカ海兵隊へ納入された。

## 1980年代
- 1980年
  - 8月7日: 太陽電池発電を動力とするゴッサマー・ペンギンが、ジャニス・ブラウンの操縦で3.2kmの飛行に成功。設計はポール・マクレディ。
- 1981年
  - 7月7日: 太陽電池発電を動力とするソーラー・チャレンジャーが、ドーバー海峡横断に成功。
  - ステルス攻撃機、ロッキード F-117が初飛行。
  - スペースシャトルが初の打ち上げ。地球周回軌道に乗る（ミッション名 STS-1）。
- 1982年
  - フォークランド戦争が起きる。
  - パンナムのボーイング 727が米国ルイジアナ州Kennerで墜落。
- 1983年
  - サーブ340の原型機、SF340が初飛行
  - オーストラリア人ディック・スミスがヘリコプターによる初の単独世界一周飛行を達成。ベル ジェットレンジャーIII"Australian Explorer"による飛行距離は56,742 kmに及んだ。
- 1984年
  - ヴァージンアトランティック航空が運航を開始。
- 1985年
  - トランス・ワールド航空のボーイング 727が地中海上空でハイジャックされる。
  - 安売り航空会社、ライアンエアが設立される。当初は安売りでなくフル・サービスを行っていた。
  - 8月12日: 日本航空のボーイング 747が群馬県の山中に墜落（日本航空123便墜落事故）。乗員乗客524名のうち、520名が亡くなった。
- 1986年
  - ダッソー ラファールが初飛行。
  - 1月28日: スペースシャトル・チャレンジャーが打ち上げ直後に爆発、乗員7人全員が死亡（チャレンジャー号爆発事故）。
  - 12月: バート・ルータン設計のヴォヤージャー（ボイジャー）が世界初の無着陸無給油世界一周飛行を達成。
- 1987年
  - 西ドイツの19歳のパイロット、マチアス・ルストがセスナ 172（軽飛行機）でモスクワの赤の広場に着陸。
  - 11月29日: 大韓航空機爆破事件が起きる。
- 1988年
  - 4月1日: 東亜国内航空が日本エアシステムと商号変更。
  - 4月24日: 人力飛行機「ダイダロス'88」が飛行距離115.58km、飛行時間3時間54分59秒のFAI公認世界記録樹立。
  - サーブ 39 グリペンが初飛行。
  - ターボプロップ双発の旅客機、ATR 72が初飛行。
  - 12月21日: パンナム103便がスコットランドのロッカビーで爆発（パンアメリカン航空103便爆破事件）。
- 1989年
  - 7月17日: ノースロップ・グラマン B-2が初飛行。
  - 12月10日: 初の人力ヘリコプター「ダビンチIII」離陸、滞空時間7.1秒、高度20cm。
  - 12月: アメリカ軍がパナマに侵攻、F-117Aが初めて実戦で使用される
  - ATR 72がカールエアで運航され始める。

## 1990年代
- 1990年
  - 8月: 湾岸戦争が始まる。
  - ロッキード・マーティン F/A-22 ラプターが初飛行。
  - 2機の新たなエアフォースワン（VC-25、747-200B改造機）の1機目が引き渡される。
- 1991年
  - パンアメリカンワールドエアラインズ（パンナム）が操業停止。財政難により、73年の歴史を閉じた。
- 1992年
  - ヨーロッパの大手ヘリコプターメーカー、ユーロコプター誕生。
  - 3月26日: スウェーデンのターボプロップ双発旅客機、SAAB 2000が初飛行。
  - 10月16日: ニッキー・スミス大尉が、Shawburyの第89教育隊を卒業し、イギリス空軍初の女性ヘリコプターパイロットとなる。
- 1993年
  - 1,000機目のボーイング 747が製造される。初号機の製造から26年目のこと。
- 1994年
  - 4月26日: 中華航空（チャイナエアライン）機名古屋空港で着陸失敗（死者264名、中華航空140便墜落事故）
  - 8月: 第617飛行隊のジョー・サルター大尉が、イギリス空軍初の女性高速ジェット機パイロットとなる。乗機はトーネード GR.1B。
  - 9月4日: 関西国際空港が開港。
  - 12月24日-12月26日:エールフランス8969便がハイジャックされる。死者数: 7 (乗客3+ハイジャッカー4)
- 1995年
  - 10月7日: 三菱重工業のF-2（当時はXF-2）が初飛行。
  - コンコルドが世界周回飛行の新記録記録を達成。ニューヨーク→トゥールーズ→ドバイ→バンコク→グアム→ホノルル→アカプルコを経て、31時間27分でジョン・F・ケネディ国際空港へと帰還した。
  - アメリカ空軍・海軍共同初等練習機にT-6 テキサンIIが選定される。
- 1996年
  - ニューヨークの湾上でTWA 800便が爆発。
  - 7歳のパイロット、ジェシカ・ダブロフが記録飛行に挑戦して死亡。
- 1997年
  - ボーイング 777-300がロールアウト。73 m (242 ft) と、この時点では史上最長の旅客機となる（後にA340-600に抜かれる）。
- 1998年
  - ライアン RQ-4A グローバルホーク無人機が初飛行。
- 1999年
  - 熱気球 ブライトリング オービター 3が、気球としては初の無着陸世界一周飛行に成功。同時に、航空機の最長飛行記録である40,804 kmを達成。
  - 11月22日：T-33A入間川墜落事故。

## 2000年代
- 2000年
  - 6月10日: ヨーロッパの巨大軍事航空企業、EADSが誕生。
  - 7月25日: エールフランスのコンコルド（4590便）が、フランスで離陸直後に火災により墜落。乗員9人、乗客100人全員と、地上にいた4人が死亡。コンコルド引退のきっかけとなった。（コンコルド墜落事故）
  - 2000年に初飛行した航空機: アダム M-309
- 2001年
  - 2月: MD-11の生産が終了する。
  - 3月29日: ボーイングの副社長で同民間航空機部門CEOのアラン・ムラリーが高速・長距離旅客機の構想を発表。後日、ソニック・クルーザーと命名される。カナード付きの斬新な機体形状で、巡航マッハ数は0.95またはそれ以上という意欲的なプログラムだったが、2002年12月20日に計画中止が発表された。
  - 4月: RQ-4が、アメリカのエドワーズ空軍基地からオーストラリアへ、自動操縦による無給油・無着陸飛行を行う。無人機による史上最長の飛行で、23時間23分かかった。
  - 9月11日: アメリカン航空とユナイテッド航空のそれぞれ2機の旅客機がハイジャックされる。2機は世界貿易センタービルに激突、1機はペンタゴンに突っ込み、残りの1機はワシントンD.C.郊外に墜落した。3,000人以上が死亡（アメリカ同時多発テロ事件）。
- 2002年
  - ボーイングがステルス技術実証機、バード・オブ・プレイを公開。1996年 - 1999年にかけて多数の飛行試験を行っていた。
  - 12月20日: ボーイングがソニック・クルーザーの計画中止を発表。代わりに、従来型で高効率を狙った 7E7の構想を発表。
- 2003年
  - 2月1日: スペースシャトル・コロンビアが大気圏への再突入時に空中分解。乗員7人全員が死亡（コロンビア号空中分解事故）。
  - フィナ航空 (Fina Air) がプエルトリコで運航を開始。
  - 5月25日: ボーイング727がアンゴラでパイロットのBen Charles Padillaを乗せたまま謎の失踪。
  - 6月15日: ボーイングがル・ブールジェで開催中のエアショー会場で7E7の愛称をドリームライナーに決定したと発表。
  - 10月24日: コンコルドが最後の商業定期飛行を行う。
  - 10月: コンピュータ制御の模型飛行機による、初の完全自律大西洋横断飛行。
  - 11月26日: コンコルドが最後の飛行を行う。its farewell fly-the-flag flights.
  - 12月17日: ライト兄弟のフライヤー Iが初飛行した100年後の同じ日に、スペースシップワンが有人民間機として初めて音速を突破。
  - 12月25日: ベナンでUTA航空141便が墜落。5月に失踪したボーイング 727ではないかという噂が広まる。
  - ホンダジェット初飛行
- 2004年
  - 3月27日: NASAのX-43（小型無人実験機）が、空気吸い込み式エンジンの世界記録を更新。約7,700 km/h（音速の7倍）近くまで、ブースタのペガサスロケットで加速したのち、プラスの推力を出したものとみられる。
  - 4月1日: 日本航空株式会社が株式会社日本航空インターナショナルに、株式会社日本エアシステムが株式会社日本航空ジャパンに、それぞれ商号変更。
  - 4月26日: ボーイングが、787の開発を正式に決定。
  - 7月21日: スペースシップワンが高度100kmを超え、民間開発の機体としては初の宇宙船となる。
  - 11月16日： NASAのX-43（小型無人実験機）が時速12,144 km（7,546 mph、マッハ9.8）で空気吸い込み式エンジンの世界記録を更新した。
- 2005年
  - 1月28日: ボーイングが、7E7の公式型番を787に設定したと発表。
  - 2月17日:中部国際空港（セントレア）が開港.
  - 3月3日: スティーブ・フォセットがヴァージン・アトランティック・グローバルフライヤーにより初の単独での無着陸無給油世界一周飛行に成功。
  - 4月27日: エアバスA380が初飛行。離陸時重量421トン（民間旅客機で過去最大）。2007年10月25日にシンガポール航空が運用開始。
- 2006年
  - 2月16日: 神戸空港が開港。
  - 3月15日: 旧北九州空港が閉港。
  - 3月16日: 新北九州空港が開港。
  - 9月28日: スワンナプーム国際空港が開港
- 2007年
  - 8月8日: ヴァージン・アメリカが運行を開始。
  - 9月3日: チョークス・オーシャン・エアウェイズが運航停止。当時世界最古の航空会社だった。
  - 10月25日: エアバスA380がシンガポールとシドニーとの間の初の商業飛行を開始。
- 2008年
  - 1月17日: ロンドン・ヒースロー空港で、ブリティッシュ・エアウェイズ38便ボーイング777が失速し滑走路手前の緑地に着陸、左主翼などを破損し、17人が負傷。→ブリティッシュ・エアウェイズ38便事故
- 2009年
  - 1月15日: ハドソン川に、USエアウェイズ1549便エアバスA320-214が不時着水。→USエアウェイズ1549便不時着水事故
  - 3月23日:  成田国際空港で、フェデックス・エクスプレス80便マクドネル・ダグラス MD-11F貨物機が着陸に失敗。→フェデックス・エクスプレス80便着陸失敗事故

## 2010年代
- 2010年
  - 3月11日: 茨城空港が開港
  - 3月26日: 新千歳空港の国際線ターミナルが供用開始。
  - 7月1日:  全日本空輸の子会社のエアーニッポンが株式会社ANA&JPエクスプレスを吸収合併した。
  - 9月28日:  日本航空が成田-ニューヨーク経由サンパウロ線を廃止。
- 2011年
  - 3月1日: 日本航空インターナショナル（現・日本航空）がボーイング747-400型機（ジャンボ、国際線仕様）をホノルル発東京/成田行き、沖縄/那覇発東京/成田行きの運航をもって退役。
  - 3月11日: 東日本大震災の影響により、いわて花巻空港がターミナルビル損傷、仙台空港が冠水、茨城空港がターミナルビル中央部分の天井の落下にて、それぞれ空港を閉鎖。
  - 3月14日: 茨城空港の運用を再開。
  - 3月16日: いわて花巻空港の民間航空便を再開。
  - 4月13日: 仙台空港の運用を再開。
- 2012年
  - 3月6日: タイ・バンコクのドンムアン空港の運航を再開。
  - 6月4日: シンガポール航空が設立したLCCスクートが就航開始。
  - 11月14日: 広島西飛行場が廃港。
- 2013年
  - 3月30日: 日本航空のMD-90型機が退役。
  - 6月14日: エアバスA350XWB型機が初飛行。
- 2014年
  - 3月5日:  ガルーダ・インドネシア航空が、スカイチームに正式加盟。
  - 3月8日:  クアラルンプール発北京/首都行きのマレーシア航空 MH370便が消息不明となる。→マレーシア航空370便墜落事故
  - 3月31日: 全日本空輸のB747-400D型機が退役。
  - 5月1日:  スリランカ航空が、ワンワールドに正式加盟。
  - 10月1日: 日本航空がJALエクスプレスを吸収合併。
- 2015年
  - 2月1日: ヴァージン・アトランティック航空が成田発ロンドン行901便を最後に日本路線から撤退。
  - 2月5日: トランスアジア航空GE235便(ATR 72-600)が松山空港（台北市）を離陸直後に墜落。→トランスアジア航空235便墜落事故
  - 3月24日: ジャーマンウイングス9525便がフランスのアルプス山脈に墜落。→ジャーマンウイングス9525便墜落事故
  - 4月14日: アシアナ航空のエアバスA320型機が、広島空港に着陸時に滑走路を逸脱。→アシアナ航空162便着陸失敗事故